# Zonitis cribricollis
Zonitis cribricollis är en skalbaggsart som först beskrevs av Leconte 1853.  Zonitis cribricollis ingår i släktet Zonitis och familjen oljebaggar. Inga underarter finns listade i Catalogue of Life.